# Silene persica
Silene persica är en nejlikväxtart som beskrevs av Pierre Edmond Boissier. Silene persica ingår i släktet glimmar, och familjen nejlikväxter. Inga underarter finns listade i Catalogue of Life.